# Fiorentino (San Marino)
Fiorentino (Fiurentêin in romagnolo nella variante sammarinese; Fiorentìn in gallo-piceno) è un castello della Repubblica di San Marino di 2 563 abitanti ed un'estensione di 6,57 km².

## Origini del nome
Il toponimo deriva da florente, in riferimento all'ambiente selvaggio che era presente nel territorio.

## Geografia fisica
Confina con i castelli di Chiesanuova, Città di San Marino, Borgo Maggiore, Faetano e Montegiardino e con i comuni italiani di Monte Grimano Terme (PU) e Sassofeltrio (RN).

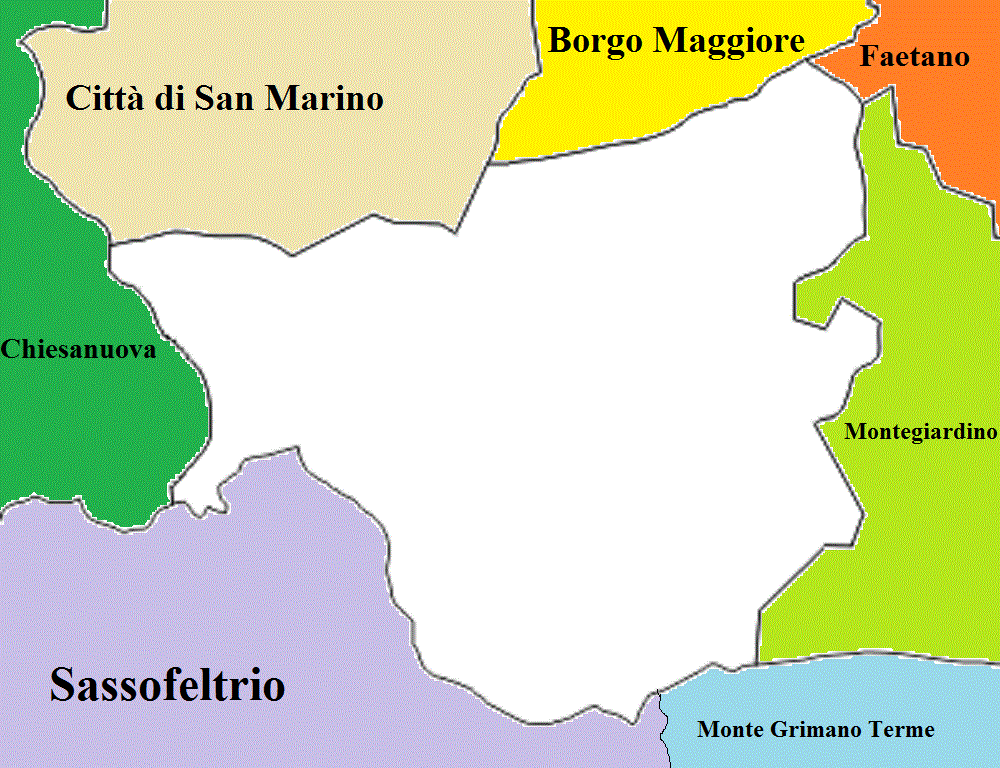
Mappa del castello di Fiorentino con i castelli e i comuni confinanti

## Storia[3]
Fiorentino compare per la prima volta nell'anno 1069, fra i numerosi beni donati dal riminese Pietro di Bennone a san Pier Damiani, e per lui all'appena fondato monastero di San Gregorio in Conca. Fra XIII e XV secolo ne furono signori i conti di Carpegna, i quali lo detenevano in enfiteusi da quel monastero. Per i Carpegna il castello di Fiorentino fu talmente importante che un ramo della famiglia prese da esso il nome. Il dominio restò a questo lignaggio fino al 1440, poi passò ai Malatesta di Rimini, che però lo tennero per breve tempo. Già nel 1463, venne conquistato da Federico da Montefeltro e dai sammarinesi, ai quali Pio II riconobbe il possesso insieme con le corti e castelli di Serravalle, Montegiardino e Faetano con una bolla datata al 27 giugno di quell'anno. Le strutture propriamente militari furono smantellate e San Marino decastellò Fiorentino, che fu classificato come una villa. Riscattata nel 1534 la proprietà eminente dei terreni dall'abbazia di Scolca erede di San Gregorio in Conca, si formò lentamente la circoscrizione, che è ormai definitiva nella catastazione del 1734, quando la superficie complessiva era di 676 ettari. Oggi il territorio è fortemente urbanizzato, con banche, supermercati, negozi, la casa di Castello, il centro sociale.
Nel corso del XX secolo, per l'economia del Castello fu particolarmente importante il cementificio, dismesso nel 1985.
Il 16 aprile 1913 l'aviatore triestino Gianni Widmer effettuò il primo volo sul cielo di San Marino. Con il suo Blériot XI da 50 cavalli toccò quota 1.600 metri prima di atterrare sul pianoro del Monte Carlo (m 508), dopo undici minuti di volo. A ricordare l'impresa di Widmer, insignito da San Marino della medaglia d'oro di prima classe al merito civile, un cippo eretto sul pianoro dove avvenne l'atterraggio. Il monumento fu realizzato dallo scultore Carlo Reffi, mentre l'epigrafe è di Pietro Franciosi; fu, in ordine di tempo, il secondo cippo innalzato nel mondo ad un aviatore (il primo fu scoperto sempre nel 1913 a Parigi, in onore di Alberto Santos Dumont).

## Società

### Evoluzione demografica
Abitanti censiti

## Geografia antropica

### Curazie
- Capanne
- Crociale
- Pianacci

### Infrastrutture

#### Campo Federico Crescentini
Nel castello ha sede il campo sportivo Federico Crescentini, il secondo impianto per capienza della Repubblica di San Marino, sede di incontri del campionato di calcio sammarinese.

## Amministrazione
La casa di Castello si trova in via la Rena, 30.
Alle elezioni del 29 novembre 2020 è stato eletto come Capitano di Castello Claudio Mancini della lista civica Fiorentino Viva, i seggi della Giunta di Castello sono stati ripartiti: cinque alla lista civica Fiorentino Viva, tre a Fiorentino da Vivere; tra le due liste c'è stato uno scarto di soli sei voti.
| Periodo          | Periodo          | Primo cittadino    | Partito                              | Carica               | Note |
| ---------------- | ---------------- | ------------------ | ------------------------------------ | -------------------- | ---- |
| 13 dicembre 1998 | 30 novembre 2003 | Renzo Guidi        | Lista civica                         | Capitano di Castello |      |
| 30 novembre 2003 | 7 giugno 2009    | Alfredo Amici      | Lista civica                         | Capitano di Castello |      |
| 7 giugno 2009    | 12 dicembre 2014 | Gerri Fabbri       | Lista civica                         | Capitano di Castello |      |
| 13 dicembre 2014 | 29 gennaio 2020  | Giannoni Daniela   | Lista civica Lista Civica Fiorentino | Capitano di Castello |      |
| 29 gennaio 2020  | 29 novembre 2020 | Giulia Andruccioli | Lista civica Lista Civica Fiorentino | Capitano di Castello |      |
| 29 novembre 2020 |                  | Claudio Mancini    | Lista civica Fiorentino Viva         | Capitano di Castello |      |

## Sport

### Calcio
Il castello vanta due club calcistici: S.P. Tre Fiori e F.C. Fiorentino.